# Entella angolensis
Entella angolensis är en bönsyrseart som beskrevs av Max Beier 1937. Entella angolensis ingår i släktet Entella och familjen Mantidae. Inga underarter finns listade i Catalogue of Life.